# USS Montana (ACR-13)
Pour les autres navires du même nom, voir USS Montana et USS Missoula.
L'USS Montana (ACR-13) est un croiseur cuirassé de l'United States Navy de classe Tennessee, construit à partir de 1905 et mis en service en 1908, nommé en référence à l’État fédéré américain du Montana.

### Articles
- (en) « The War Chiefs of the Navy », Doubleday, Page & Company, vol. XXXe,‎ août 1915, p. 409–427.
- (en) « Washington VII (Armored Cruiser No. 11) », sur Dictionary of American Naval Fighting Ships, département de la Marine, Naval History & Heritage Command (consulté le 2 février 2016).

### Ouvrages
- (en) John Doughty Alden et Ed Holm, The American Steel Navy : A Photographic History of the U.S. Navy from the Introduction of the Steel Hull in 1883 to the Cruise of the Great White Fleet, 1907-1909, Annapolis, Md., Naval Inst Press, 2008 (1re éd. 1972), 395 p. (ISBN 978-0-87021-248-2 et 0-870-21248-6).
- (en) Benedict Crowell et Robert Forrest Wilson, The Road to France : The Transportation of Troops and Military Supplies, 1917–1918, New Haven, Yale University Press, 1921 (OCLC 18696066).
- (en) Norman Friedman, US Cruisers : An Illustrated History, Annapolis, Naval Institute Press, 1984, 463 p. (ISBN 0-87021-715-1).
- (en) Jerry W. Jones, U.S. battleship operations in World War I, Annapolis, Md, Naval Institute Press, 1998, 170 p. (ISBN 978-1-55750-411-1, OCLC 37935228).
- (en) Ivan Musicant (ill. David L. Wood), U.S. armored cruisers : a design and operational history, Annapolis, Md., Naval Institute Press, 1985, 240 p. (ISBN 978-0-87021-714-2, OCLC 11738874).
- (en) Roger Chesneau (editor), Eugene M. Kolesnik (editor) et N.J.M. Campbell, Conway's All the World's Fighting Ships : 1860–1905, Londres, Conway Maritime Press, 1979, 440 p. (ISBN 978-0-85177-133-5, OCLC 5834247).
- (en) John Evelyn Moore, Jane's Fighting Ships of World War I, Londres, Studio Editions, 1990, 320 p. (ISBN 978-1-85170-378-4, OCLC 47731326).
- (en) The New International Year Book, New York, NY, Dodd, Mead & Company, 1915.